# Violoniste
Ne doit pas être confondu avec Violoneux.

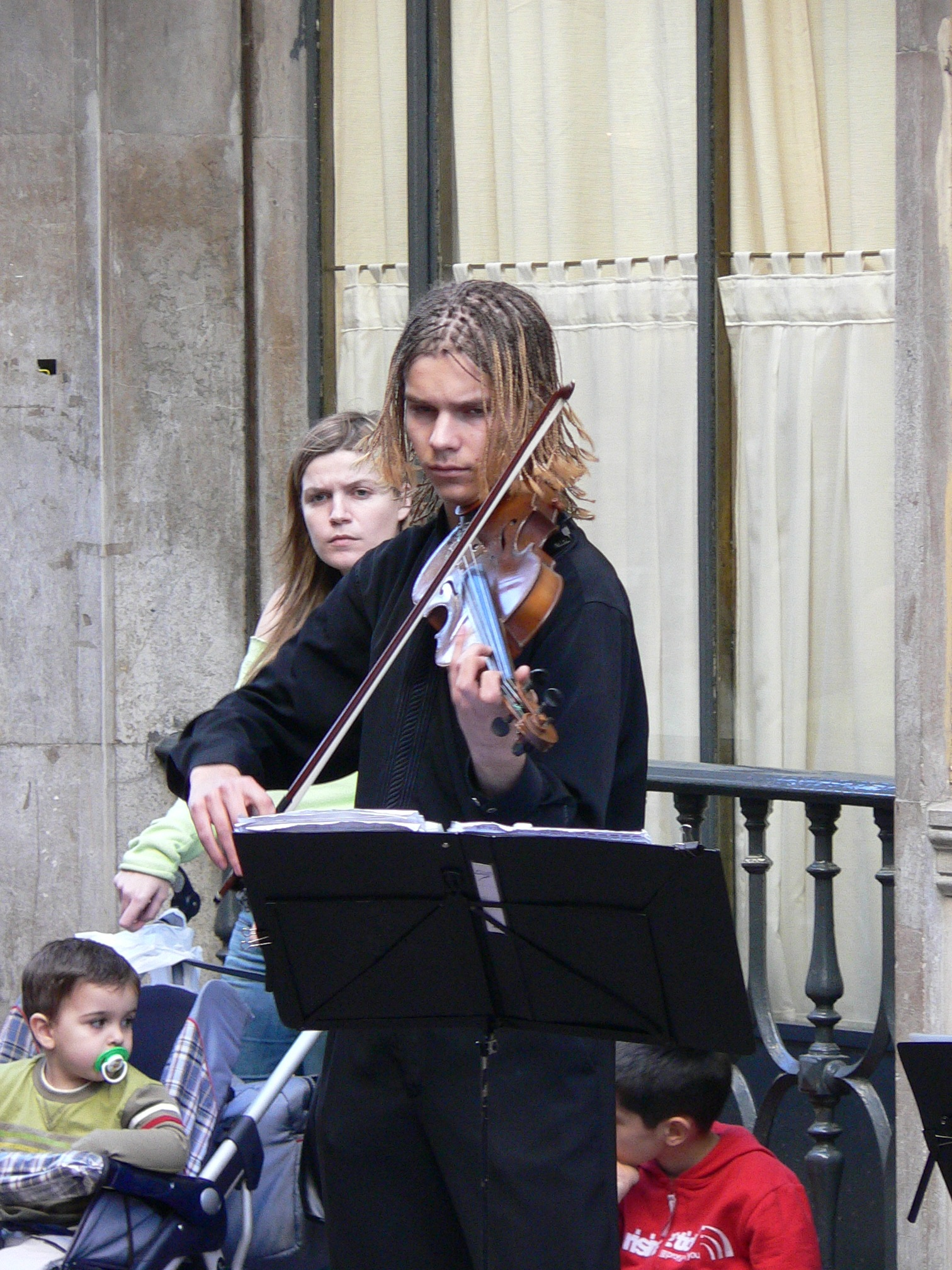
Jeune violoniste dans une rue de Séville.

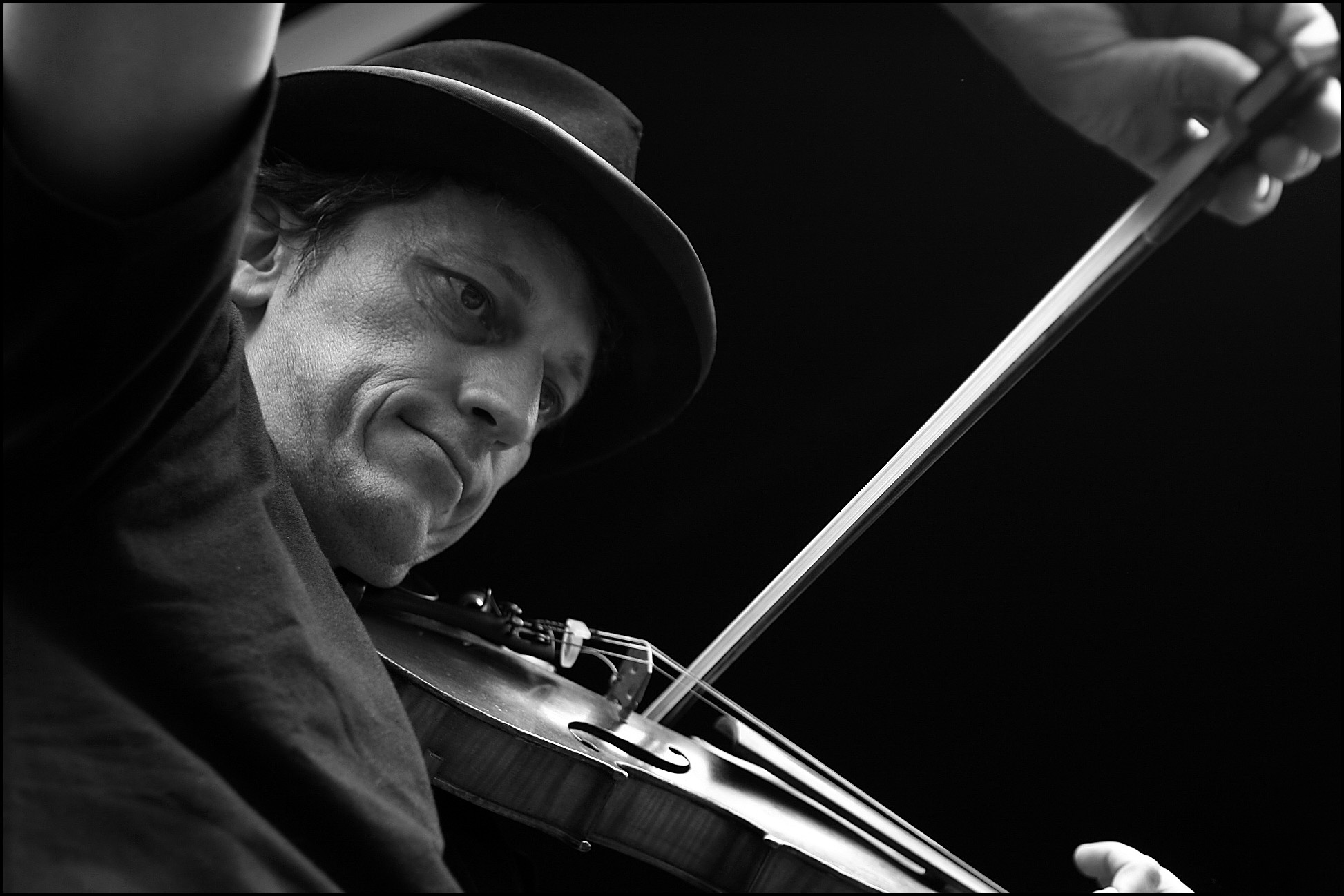
Violoniste au Festival interceltique de Lorient.

Un violoniste est un musicien jouant du violon. Il peut jouer des pièces en soliste ou être accompagné par de nombreux autres instruments. Il existe de nombreux styles dans lesquels cet instrument est utilisé : musique baroque, musique classique, jazz, rock, folk…

## Différences entre violoneux et violoniste
La principale différence entre un violoneux et un violoniste réside dans l'apprentissage et la manière d'aborder l'interprétation de la musique. Un violoneux est traditionnellement plus ou moins autodidacte, il collectionne les astuces et les airs de musique qu'il reproduit à l'oreille ou qu'il apprend d'autres violoneux. Le violoniste à l'inverse, apprend la musique dans le cadre d'un conservatoire de musique et met son talent au service de l'interprétation d'une ou plusieurs œuvres.
L'exercice de son art par un violoniste suppose d'abord que le musicien adopte une position normative pour tenir l'instrument. Les violoneux utilisent souvent des positions personnelles qui dépendent de l'instrument qu'ils utilisent et parfois de la tradition musicale dans laquelle ils s'inscrivent.

## Violonistes dans la tradition baroque, duXVIeauXVIIIesiècle
Ils étaient en général les interprètes de leurs propres compositions, ils jouaient souvent sans partition, uniquement guidés par la basse chiffrée.
- Biagio Marini (1594 - 1663), Italie (Venise)
- Nino Benvenuti (XVIIe siècle), Italie (Bologne)
- Johann Heinrich Schmelzer (1623 - 1680), Bohême
- Giovanni Battista Vitali (1632 - 1692), Italie
- Carlo Farina (1600 - 1640), Italie
- Heinrich Biber (1644 - 1704), Bohême
- Johann Jakob Walther (1650 - 1717), Allemagne
- Arcangelo Corelli (1653 - 1713), Italie
- Francesco Antonio Bonporti (1672 - 1749), Italie
- Giuseppe Torelli (1658 - 1709), Italie
- Giovanni Antonio Guido (env.1660 - env.1730), Italie
- Tomaso Antonio Vitali (1663 - 1745), Italie
- Michele Mascitti (1663 - 1760), Italie
- Tomaso Albinoni (1671 - 1751), Italie
- Evaristo Felice Dall'Abaco (1675 - 1742), Italie
- Henry Eccles (1675/85 - 1735/45), Angleterre
- Antonio Vivaldi (1678 - 1741), Italie
- Francesco Manfredini (1684 - 1762), Italie
- Jean-Sébastien Bach (1685 - 1750), Allemagne
- Colette Chapotot (1687 - 1730), France
- Willem de Fesch (1687 - 1757), Hollande
- Francesco Geminiani (1687 - 1762), Italie
- Johann Georg Pisendel (1687 - 1755), Allemagne
- Carlo Tessarini (1690 - 1765), Italie
- Francesco Maria Veracini (1690 - 1768), Italie
- Giuseppe Tartini (1692 - 1770), Italie

## Dans la tradition duXVIIIesiècle
En majorité musiciens de cour qui quittent peu à peu la tradition de la basse chiffrée vers les idéaux du classicisme, les plus jeunes s'orientent au fil des années vers le romantisme naissant.
- Pietro Locatelli (1695 - 1765), Italie
- Jean-Marie Leclair (1697 - 1764), France
- François Francœur (1698 - 1787), France
- Johann Gottlieb Graun (1703 - 1771)
- Louis-Gabriel Guillemain (1705 - 1770)
- Matthew Dubourg (1707 - 1767), Irlande
- Franz Benda (1709 - 1786)
- Jean-Joseph Cassanéa de Mondonville (1711 - 1772), France
- Johann Stamitz (1717 - 1757)
- Leopold Mozart (1719 - 1787)
- Pietro Nardini (1722 -  1793)
- Joseph-Barnabé Saint-Sevin dit L'Abbé le Fils (1727 - 1803), France
- Pierre Gaviniès (1728 - 1800)
- Gaetano Pugnani (1731 - 1798)
- Christian Cannabich (1731 - 1798)
- Pierre Lahoussaye (1735-1818)
- Joseph Bologne de Saint-George (1745 - 1799), France
- Carl Stamitz (1745 - 1801)
- Bartolomeo Campagnoli (1751 - 1827)
- Anton Stamitz (1754 - 1796)
- Giovanni Battista Viotti (1755 - 1824)
- Wolfgang Amadeus Mozart (1756 - 1791)
- Thomas Linley le jeune (1756 - 1778)
- Alessandro Rolla (1757 - 1841)
- Rodolphe Kreutzer (1766 - 1831)
- Francesco Molino (1768 - 1847)
- Pierre Rode (1774 - 1830)
- Pierre Baillot (1771 - 1842)

## Dans la tradition duXIXesiècle
C'est la génération qui brise avec l'époque baroque et s'oriente vers la liberté de l'esprit et le romantisme, musique plus sentimentale. 
- Niccolò Paganini (1782-1840)
- Jacques Féréol Mazas (1782-1849)
- Karol Lipiński (1790-1862)
- Franz Berwald (1796-1868)
- Charles-Auguste de Bériot (1802-1870)
- Hubert Ries (1802-1886) père de Franz
- Johann Strauss (1804-1849) Autriche[2]
- Léon de Saint-Lubin (1805-1850)
- Ferdinand David (1810-1873)
- Ole Bull (1810-1880)
- Hubert Léonard (1810-1890)
- Lambert Massart (1811-1892)
- Delphin Alard (1815-1888)
- Jakob Dont (1815-1888)
- Camillo Sivori (1818-1894)
- Marie Poznanska (1819-1873)
- Henri Vieuxtemps (1820-1881)
- Johann Strauss II (1825-1899) Autriche[3]
- Horace-Rémy Poussard (1829-1887)
- Joseph Joachim (1831-1907)
- Jesús de Monasterio (1833-1903)
- Henryk Wieniawski (1835-1880)
- José White (1835-1918)
- Pablo de Sarasate (1844-1908)
- August Wilhelmj (1845-1908)
- Franz Ries (1846-1932)
- Martin-Pierre Marsick (1847-1924)
- Leopold Auer (von) (1850-1930)
- Claudio José Domingo Brindis de Salas (1852-1911)
- Rafael Díaz-Albertini (1857-1928)
- Eugène Ysaÿe (1858-1931)
- Maud Powell (1867-1920), États-Unis
- Mathieu Crickboom (1871-1947)
- Carl Flesch (1873-1944)
- Josef Suk (1874-1935)
- Jan Kubelík (1880-1940)
- Jacques Thibaud (1880-1953)

## Dans la tradition duXXesiècle
- Haut – A
- B
- C
- D
- E
- F
- G
- H
- I
- J
- K
- L
- M
- N
- O
- P
- Q
- R
- S
- T
- U
- V
- W
- X
- Y
- Z

Certains de ces violonistes se sont orientés vers une "spécialisation" soit classique, baroque, romantique, jazz, classicisme modernisé, folk, musique celtique ou de salon.

### A
- Salvatore Accardo (1941) Italie
- Philippe Aïche (1962-2022) France
- Pierre Amoyal (1949) France
- Roger André (???? -????) France
- Gilles Apap (1963)
- Svend Asmussen (1916-2017) (Jazz)
- Félix Ayo (1933) Espagne

### B
- Aly Bain (en)[4]
- Amandine Beyer (1974) France
- Billy Bang (1947) États-Unis (Jazz)
- Lisa Batiashvili (1979 -) Tbilissi, Géorgie
- David Bass[5]
- Joe Birchfield (1912 - 2001)[6]
- Joshua Bell (1967) États-Unis
- Fayrouz Ben Souei (1992) Tunis
- Nikita Borisoglebsky (1985) Russie
- Byron Berline (1944) États-Unis
- Vera Beths
- Marat Bisengaliev (1962) Kazakhstan
- Kolja Blacher (de) (1963) Allemagne
- Serge Blanc (1929-2013) France
- Lola Bobesco (1923 - 2003) Roumanie-Belgique
- Véronique Bogaerts (1955) Belgique
- Ed Bogas (1942) États-Unis
- Clara Bonaldi (1937- 2006) France
- Willi Boskovsky (1909 - 1991) Autriche
- Virgil Boutellis-Taft France
- Zakhar Bron (1947) Kazakhstan
- Iona Brown (1941 - 2004) Grande-Bretagne
- Dejan Bogdanović (en) Serbie
- Eric Brubaker[7]
- Alexandre Brussilovsky (1953) Russie
- Richard Burgin (1892 - 1981) Américain
- Adolf Busch (1891 - 1952) Allemand
- Sam Bush (en) (1952) États-Unis[8]
- Guila Bustabo (1916-2002) États-Unis

### C
- Jim Calvin
- Paddy Canny (1919–2008) Irlande
- Marie Cantagrill France
- Renaud Capuçon (1976)
- Jean-Sébastien Carré (1977) Québec, Canada
- Ti-Jean Carignan (1916-1988) Québec, Canada
- Giuliano Carmignola (1951) Italie
- Liz Carroll (1956) Irlande
- John Carty Irlande
- Jim "Texas Shorty" Chancellor (1943) États-Unis
- Sarah Chang (1980) Philadelphie
- Olivier Charlier (1961) France
- Stephanie Chase
- Eddy Chen (1993) Australie
- Ray Chen (1989) Australien d'origine taïwanaise
- Clara Cernat
- Anastasia Chebotareva (1972 -) Russie
- Marina Chiche (1981) France
- Vassar Clements (Bluegrass, country, jazz)
- Michael Cleveland
- Julia Clifford (1914-1997) Irlande, Écosse
- Michael Coleman (1891-1945) Irlande
- Clémence Cognet France
- Gilles Colliard (1967-) Suisse
- Papa John Creach
- Paddy Cronin (1920) Irlande

### D
- Charlie Daniels États-Unis
- Roland Daugareil France
- Junior Daugherty (1930) États-Unis
- Lukas David (1934) Autriche
- Francesco de Angelis Italie
- Mitcho Dimitrov Allemagne
- Michael Doucet (1951) États-Unis
- Pierre Doukan France
- Alexandre Dubach (1955) Suisse
- Angèle Dubeau (1962) Canada
- Augustin Dumay (1949) France
- Francis Duroy (1959) France
- Eric Dysart[9]
- Carlos Damas (1973) Portugal
- Taylor Davis (1987) États-Unis

### E
- Mischa Elman (1891-1967)
- Georges Enesco (1881-1955) Roumanie, France

### F
- Martin Fay (1938) Irlande
- Christian Ferras (1933-1982) France
- Julia Fischer (1983 -) Munich
- Benton Flippen (1920-2011)
- Patrice Fontanarosa (Paris 1942)
- Zino Francescatti (1902 - 1991)
- Pamela Frank
- Michael Frischenschlager (1935) Autriche
- Mayumi Fujikawa

### G
- Alexis Galpérine France
- Boris Garlitski Russie/France
- David Garrett (1980) Allemagne
- John Henry Gates
- Bruno Girard (Bratsch) France
- Ivry Gitlis (1922)
- Patrick Genet (1960) Suisse
- Reinhard Goebel interprète baroque (1952 -) Allemagne
- Midori Gotō (1971) Japon
- Stéphane Grappelli (Jazz) (1908 - 1997)
- David Grimal (1973) France
- Arthur Grumiaux (1921 - 1986) Belgique

### H
- Ida Haendel (1928-2020)
- Alex Hargreaves
- Hilary Hahn (1979)
- John Hartford (1937-2001) États-Unis
- Jasser Haj Youssef (1980) Tunisie
- Brittany Haas[10]
- Jascha Heifetz (1901-1987) Lituanie
- Michaël Hentz France
- Gilles Henry (1955) France
- Bobby Hicks - États-Unis
- Philippe Hirshhorn (1946-1996) Lettonie
- Matt Hooper[11]
- Horace Hornung (1907-1996)
- Bronislav Hubermann (1882 1947)
- Monica Huggett (1953) interprète baroque Angleterre

### J
- Janine Jansen (1978) Pays-Bas
- Tommy Jarrell (1901-1985) États-Unis
- Leila Josefowicz (1978)

### K
- Jean-Jacques Kantorow (1945) France
- Lewis Kaplan Royaume-Uni
- Leonídas Kavákos (1976)
- Habib Kayaleh (1948) Suisse
- Laurence Kayaleh (1975) Suisse
- Alison Krauss (1971)
- Nigel Kennedy (1956) Royaume-Uni
- Seán Keane (1946)
- Isabelle van Keulen Pays-Bas
- Leonid Kogan (1924-1982)
- Rachel Kolly d'Alba (1981) Suisse
- Patricia Kopatchinskaja (1977) Moldavie
- Laurent Korcia (1964) France
- Gundula Krause (folk) (1966) Allemagne
- Herman Krebbers Pays Bas
- Fritz Kreisler (1875 - 1962) Autriche
- Gidon Kremer (1948) Russie
- Sigiswald Kuijken (1944) interprète baroque Belgique
- Rainer Kussmaul (1946-2017) Allemagne
- Liza Kerob (1973) France

### L
- Roby Lakatos (1965) Budapest
- Félix Lajkó (1974) Hongrie
- Isabelle Lambelet (1981) Suisse
- Jeanne Lamon (1949) Canada
- Pierre-Emmanuel Largeron (1991) France
- Guillaume Latour (1981) France
- Thomas Lefort (1994) France
- Shirly Laub (1974) Belgique
- Emile Lavallee (1931) Canada (métis)
- Ernest Léardée[12]
- Brad Leftwich (1953) États-Unis
- Patrick Le Mercier (folk) France
- Adrian Levine Royaume-Uni
- Laurie Lewis
- Stephen Lind[13]
- Tasmin Little
- Didier Lockwood (1956) (Jazz) France
- Tex Logan
- Lindsey Stirling (1986) États-Unis

### M
- Lester McCumber États-Unis
- Vanessa-Mae (1978) Singapour
- Florence Malgoire France
- Svetlana Makarova Russie
- Chad Manning[14]
- Andrew Manze (1965) Angleterre
- Silvia Marcovici (1952) Roumanie
- Albert Markov (1933) Russie - États-Unis
- Alexander Markov (1963) Russie - États-Unis
- Elena Mazor Israël
- Eduard Melkus interprète baroque Autriche
- Yehudi Menuhin (1916-1999) États-Unis
- Lucia Micarelli (1983) États-Unis
- Nathan Milstein (1903 - 1992)
- Shlomo Mintz (1957)
- Alain Moglia (1943) France
- Bruce Molsky (1955) États-Unis
- Erika Morini (1904-1995) Autriche - États-Unis
- Mark Morisseau - Canada (Metis)
- Armen Movsessian - Arménie (Yerevan)
- Rick Morton - États-Unis[15]
- Viktoria Mullova (1959)
- Denis Murphy (1910-1974) Irlande, États-Unis
- Anne-Sophie Mutter (1963) Allemagne

### N
- Yoska Nemeth (1921-1965) Hongrie
- Deborah Nemtanu France
- Sarah Nemtanu France
- Vladimir Nemtanu France
- Máiréad Nesbitt (1979-) Irlande
- Ginette Neveu (1919 - 1949) France
- Nadja Nevolovitsch (1984) Russie-Allemagne
- Marie-Annick Nicolas (1956) France
- Florin Niculescu (1967) Roumanie
- Bartolomiej Niziol  Pologne
- Nacereddine Benmerabet Algérie

### O
- Mark O'Connor (1961) États-Unis
- David Oïstrakh (1908 - 1974) Russie
- Igor Oïstrakh (1931) Russie
- Valery Oistrach (1961) Russie
- Padraig O'Keeffe (1887-1963) Irlande
- Peadar O'Loughlin Irlande
- Paul O'Shaughnessy Irlande
- Raphaël Oleg (1959) France
- Theo Olof
- Samantha Olson États-Unis

### P
- Tedi Papavrami (1971) Albanie/France
- Itzhak Perlman (1945) Israël
- Dominique Pifarély (1957)
- Staphan Picard (1960) Allemagne/France
- Ronan Pinc (1965)
- Jean-Luc Ponty (1942)
- Gérard Poulet (1938) France
- Gaëtane Prouvost France

### R
- Michael Rabin (1936-1972)
- Julian Rachlin (1974)
- Itzakh Rashkovsky Russie/Israël/Royaume-Uni
- Nina Reddig Allemagne
- Vadim Repine (1971) Belgique/Russie
- Jenna Reid Royaume-Uni (Shetlands)
- Andreas Reiner Allemagne
- Ruggiero Ricci (1918)
- André Rieu (1949) Pays-Bas
- Guido Rimonda Italie
- Fiddlin' Doc Roberts (en)
- Noemie Robidas Canada/France/Suisse
- Alma Rosé (1906-1944) Autriche
- Svetlin Roussev (1976)
- Alexander Rybak Norvège

### S
- Gilles Sasongko (Les Passagers du Gawenn), Indonésie
- Kaija Saarikettu Finlande
- Ric Sanders (1952)
- Marie Scheublé (1974-) France
- Wolfgang Schneiderhan (1915 - 2002)
- Gil Shaham (1971) Illinois
- John Sheahan (en) (1939) Irlande
- John Showman[16]
- Kenny Sears[17]
- Oscar Shumsky (1917 -2000)
- Rickie Simpkins[18]
- Dmitri Sitkovetsky (1954)
- Justin Smitty[19]
- Isidore Soucy (1899-1963)
- Albert Spalding (1888-1953)
- Samvel Yervinyan - Arménie (Yerevan)
- Nils-Erik Sparf
- Thornton Spencer[20]
- Pavel Sporcl République Tchèque
- Simon Standage (1941) interprète baroque
- Isaac Stern (1920 - 2001) Russie - États-Unis
- Thierry Stöckel
- Simon St. Pierre (1930) Canada - États-Unis
- Shinichi Suzuki (1898-1998)
- Jaroslav Sveceny (1960) République Tchèque
- Dave Swarbrick (en) (1941)
- Henryk Szeryng (1918 - 1988)
- Joseph Szigeti (1892 - 1973) Hongrie
- Réka Szilvay (1972) Finlande
- Lindsey Stirling (1986) États-Unis
- Sayaka Shoji (1983) Japon
- Josef Suk (1929-2011) République Tchèque
- Arabella Steinbacher (1981) Allemagne

### T
- Bobby Tangrea[21]
- Gerhard Taschner (1922 - 1976)
- Adam Taubitz (1967)
- Christian Tetzlaff (1966)
- Vadim Tchijik (1975) (Russie-France)
- Jacques Thibaud (1880-1953)
- Rufus Thibodeaux (1934-2005)
- Benny Thomasson
- Jelle van Tongeren (1980) Pays-Bas (Jazz)
- Seppo Tukiainen Finlande

### U
- Jay Ungar (en)(1946) États-Unis
- Annette Unger Allemagne
- Uto Ughi (1946) Italie

### V
- Carlo Van Neste (1914-1992) Belgique
- Tibor Varga (1921-2003) Hongrie
- Sándor Végh (1912-1997) Hongrie
- Maxime Venguerov (1974) Russie
- Laurent Vercambre France
- Emmy Verhey (1949)
- Pavel Vernikov
- Joe Venuti (1903-1978) (Jazz) États-Unis
- Xavier Vidal France
- Alexander Vinnitski (1952) Russie/Finlande
- Gioconda de Vito (1907-1994), Italie - Royaume-Uni

### W
- Jean-Pierre Wallez (1939) France - Suisse
- Ulf Wallin[22] Suède
- Antje Weithaas[22] Allemagne
- René Werneer (folk) France
- Jeff Wisor[23]
- Steve Wickham[24]
- Gabe Witcher[25]
- Bob Wills (1905-1975)
- Bob Winquist

### Y
- Brett Yang (1992), Australie

### Z
- Helmut Zacharias (1920 - 2002) (Jazz) Allemagne
- Antal Zalai (1981) Hongrie
- Thomas Zehetmair (1961) Allemagne
- Ivan Zenaty (1962) République Tchèque
- Frank Peter Zimmermann (1965) Allemagne
- Fabrizio Zoffoli (1987) Italie
- Pinchas Zukerman (1948) Israël
- Jaap van Zweden (1960) Pays-Bas